# دوایر جانسون (وایومینگ)
دوایر جانسون (به انگلیسی: Dwyer Junction) یک منطقهٔ مسکونی در ایالات متحده آمریکا است که در شهرستان پلت، وایومینگ واقع شده‌است. دوایر جانسون ۱٬۴۸۹٫۸۸ متر بالاتر از سطح دریا قرار دارد.